# Мейфарт, Ульрике
У́льрике Ме́йфарт (нем. Ulrike Meyfarth; род. 4 мая 1956 года, Франкфурт-на-Майне) — западногерманская легкоатлетка, двукратная олимпийская чемпионка по прыжкам в высоту. Своё первое олимпийское золото завоевала в 1972 году в возрасте 16 лет, став самой молодой олимпийской чемпионкой в прыжках в высоту. Вторую олимпийскую победу одержала в 1984 году в возрасте 28 лет, став самой возрастной олимпийской чемпионкой в этой дисциплине (ныне последний рекорд принадлежит Рут Бейтиа, которая стала олимпийской чемпионкой в 2016 году в возрасте 37 лет).

## Биография

### Детство
Ульрике Мейфарт родилась во Франкфурте-на-Майне в семье инженера-машиностроителя. С детства она было очень высокого роста, за что её дразнили одноклассники.
Прыжками в высоту Ульрике увлеклась, увидев поразивший её воображение прыжок Дика Фосбери на Олимпиаде 1968 года в Мехико. В 12-летнем возрасте она пришла а атлетический клуб «TV Wesseling», переименованный затем в легкоатлетическое общество «LG Rhein-Ville». Под руководством своего первого тренера Гюнтера Яница (нем. Günter Janietz) юная спортсменка освоила новый стиль прыжка «фосбери-флоп» и быстро прогрессировала. Уже в 14 лет она прыгнула на 1,68 м, установив юношеский рекорд Германии.

### Начало спортивной карьеры
Спортивная карьера Ульрике Мейфарт неординарна. За ранним стремительным взлётом последовало десятилетие застоя, за которым был новый взлёт к вершинам мирового спорта.
Яркий спортивный талант Ульрике проявился уже в 15 лет, когда в 10 июля 1971 года на чемпионате ФРГ в Штутгарте она прыгнула на 1,80 м, заняв второе место после Ренате Гартнер (Renate Gartner), и попала на чемпионат Европы по лёгкой атлетике, где, однако, не смогла пройти квалификационный турнир. В следующем году она третьим номером вместе с Ренате Гартнер и Эллен Мюндингер (Ellen Mundinger) попала в олимпийскую сборную ФРГ.

### 1972, Олимпийские игры в Мюнхене
В Мюнхене никто не ждал победы от юной спортсменки, имевшей личный рекорд 1,85 м. Против неё выступали опытные и именитые соперницы во главе с мировой рекордсменкой (1,92 м) австрийкой Илоной Гузенбауэр.
3 сентября 1972 года Ульрике без труда прошла квалификационные соревнования (1,76), а в финале, который состоялся на следующий день, продемонстрировала завидные для её юных лет хладнокровие и тактическую грамотность. С первых попыток она последовательно брала высоты  1,71, 1,76, 1,79, 1,82 и 1,85, а также высоту 1,88, которая на 3 см превышала её личный рекорд. Эту высоту кроме неё преодолели только две участницы – мировая рекордсменка Илона Гузенбауэр и Йорданка Благоева. Благоева, как и Мейфарт, брала все предыдущие высоты с первой попытки и делила с ней первую позицию, Гузенбауэр была третьей, имея пять неудачных попыток, в том числе одну на высоте 1,88. Решающей стала высота 1,90. Мейфарт взяла её со второй попытки, обе её соперницы потерпели неудачу. Уже в ранге олимпийской чемпионки Мейфарт с первой попытки преодолела высоту 1,92 м, повторив мировой рекорд, и трижды неудачно пыталась прыгнуть на 1,94 м.
Победив на олимпийском турнире в возрасте 16 лет, Мейфарт стала самой юной олимпийской чемпионкой в истории  женских прыжков в высоту.

### 1973—1981
После олимпийского триумфа последовало 10-летнее затишье. На юниорском чемпионате Европы в августе 1973 года олимпийская чемпионка заняла второе место с результатом 1,80 м. В 1974 году на чемпионате Европы  в Риме она была 7-й с результатом 1,83 м.
В 1975 году Ульрике со средним баллом 3,2 получила аттестат зрелости, однако провалилась при поступлении в высшее учебное заведение спортивного профиля, чем вызвала оживлённое обсуждение в прессе. Только на следующий год она смогла продолжить учёбу.
На 1975 год пришёлся кратковременный всплеск результатов, когда она смогла повторить свой личный рекорд 1,92 м, заняв в финале кубка Европы второе место вслед за Розмари Аккерман. Однако на Олимпийских играх 1976 года она не прошла в финал, показав в квалификационном турнире 1,78 м, в результате чего лишилась субсидии от «Немецкой помощи спорту» („Deutschen Sporthilfe").
В 1977 году после четырёхлетних выступлений за спортивный клуб «Кёльн» (нем. ASV Köln) Ульрике переходит в «Леверкузен». Там она начинает тренироваться под руководством Герда Озенберга (нем. Gerd Osenberg).
В 1978 году она, наконец, превзошла своё личное достижение шестилетней давности, 12 августа  прыгнув  на 1,95 м на чемпионате ФРГ, а затем заняла 5-е место на чемпионате Европы в Праге с результатом 1,91 м.
Олимпиаду 1980 года в Москве Мейфарт пропустила из-за американского бойкота, поддержанного властями ФРГ. В 1981 году она улучшила своё личное достижение до 1,96 м. К этому времени мировой рекорд усилиями Розмари Аккерман и Сары Симеони вырос до 2,01 м.
В 1981 году Ульрике защищает диплом на тему «Мотивация молодого спортсмена-разрядника в лёгкой атлетике» (нем. «Motivation des jugendlichen Leistungssportlers in der Leichtathletik»).

### 1982—1983
В 1982 году Ульрике Мейфарт ожидал новый стремительный взлёт. 7 марта она выигрывает чемпионат Европы в залах с результатом 1,99 м, 29 мая показывает 1,97 м на открытом стадионе, а 25 июля в Мюнхене на чемпионате ФРГ преодолевает 2,00 м. Завершающим аккордом года становится мировой рекорд (2,02 м), установленный 8 сентября на чемпионате Европы в Афинах. Второй была восходящая звезда мировой лёгкой атлетики Тамара Быкова (1,97 м)
1983 год прошёл в остром соперничестве между Ульрике Мейфарт и Тамарой Быковой. Первая битва состоялась 9 августа в Хельсинки на первом в истории лёгкой атлетики чемпионате мира. На высоте 1,97 м они остались вдвоем, но Быкова, взявшая высоту с первой попытки, была впереди. Высоту 1,99 м Мейфарт взяла с первой попытки, а Быкова – со второй. Судьба золотой медали решилась  на высоте 2,01 м, преодолеть которую Мейфарт не смогла, заняв в итоге второе место.
Вторая очная встреча лидеров произошла 21 августа на Европейском кубке, который проходил в Лондоне на стадионе Crystal Palace. Обе спортсменки преодолели высоту 2,01 м, однако Быкова сделала это с первой попытки, а Мейфарт – со второй. Казалось, чаша весов вновь склонилась в сторону советской прыгуньи, однако Мейфарт с первой попытки устанавливает новый мировой рекорд – 2,03 м. Через десять минут ту же высоту со второй попытки преодолевает Тамара Быкова, что приносит ей только серебряную медаль.

### 1984, Олимпийские игры в Лос-Анджелесе
Олимпиада 1984 года в Лос-Анджелесе стала последним крупным соревнованием Ульрике Мейфарт. Из-за бойкота Олимпийских игр, организованного Советским Союзом, в соревнованиях не участвовали сильнейшие прыгуньи, включая Тамару Быкову. При отсутствии жёсткой конкуренции Мейфарт победила чемпионку прошлой Олимпиады Сару Симеони и с результатом 2,02 м во второй раз, 12 лет спустя, завоевала олимпийское золото.

### Дальнейшая судьба
После ухода из большого спорта Ульрике Мейфарт работала преподавателем в спортивной школе, выступала на телевидении, принимала участие в рекламных кампаниях, получила учёную степень кандидата наук, была послом доброй воли.
С начала 1986 до середины 1997 года Ульрике работает в компании «Байер», где занимается строительством медицинского центра и оздоровлением сотрудников.
В 1984 году совместно с журналистом Уве Призёром написала автобиографическую книгу "Nicht nur die Höhe verändert sich", а в 1986 году книгу «На старт! Внимание! Марш!!!», где рассказывает детям о лёгкой атлетике.
В пятницу 13 февраля 1987 года Ульрике Мейфарт вышла замуж за жителя Кёльна адвоката Франка Нассе. Вечеринка накануне свадьбы в «Старом зале ожидания» Кёльнского вокзала собрала более 500 гостей и спонсировалась несколькими предприятиями. Более 30 000 марок собранных пожертвований супруги перечислили детскому онкологическому центру в Гессене.
В настоящее время живёт в Одентале (земля Северный Рейн — Вестфалия). Имеет двух дочерей: Александру (нем. Alexandra), род. в июле 1988 года) и Антонию (нем. Antonia), род. в марте 1993 года)..

## Награды и звания
- Чемпионка Олимпийских игр 1972 и 1984 годов[10].
- Серебряный призёр чемпионата мира 1983 года.
- Спортсменка года Германии в 1981—1984 годах.
- Кавалер ордена «За заслуги» (нем. Verdienstordens) земли Северный Рейн — Вестфалия.
- Член оргкомитета по выдвижению Рура и Рейна кандидатом на проведение олимпийских игр.
- Член попечительского совета спортивных учреждений (нем. Kuratoriumsmitglied der Sportstiftung) земли Северный Рейн — Вестфалия.

## Мировые рекорды
| Рез. | Спортсмен        | Спортсмен       | Страна | Место  | Дата       | Пр.        |
| ---- | ---------------- | --------------- | ------ | ------ | ---------- | ---------- |
| 1,92 | Мейфарт, Ульрике | Ulrike Meyfarth | ФРГ    | Мюнхен | 04.09.1972 | Повторение |
| 2,02 | Мейфарт, Ульрике | Ulrike Meyfarth | ФРГ    | Афины  | 08.09.1982 |            |
| 2,03 | Мейфарт, Ульрике | Ulrike Meyfarth | ФРГ    | Лондон | 21.08.1983 |            |

## Искусство
Ульрике Мейфарт была моделью для одной из статуй из «Олимпийского цикла» крупнейшего скульптора 20-го столетия Арно Брекера.

## Публикации
- Meyfarth Ulrike und Uwe Prieser. Nicht nur die Höhe verändert sich: von Olympia nach Olympia, 12 Sommer Einsamkeit. — Econ-Verlag, 1984. — (Kunst & Architektur). — ISBN 3430166659, 978-3430166652..
- Meyfarth, Ulrike. Auf die Plätze! Fertig! Los!!! Ulrike Meyfarth erklärt Kindern d. Leichtathletik. — Copress-Verlag, 1986. — С. 128. — ISBN 3767902494,  978-3767902497..
- Meyfarth Ulrike. Tinas Tag – Der illustrierte Alltag eines Kindergartenkindes. — Meyer-Verlag, 1996.
- Meyfarth Ulrike. 50 Jahre NOK für Deutschland // in: Deutsches Olympisches Institut, Jahrbuch. — Academia-Verlag, 1999. — С. 245 ff.
- Meyfarth Ulrike. Das Wunder nach zwölf Jahren – Mein Weg von München nach Los Angeles // in: Feuer und Flamme – Das Olympiabuch. — Rowohlt Berlin Verlag, 2004. — С. 153 ff.